# Cooking彼氏
｢Cooking彼氏｣ (クッキングかれし) は、GReeeeNの楽曲。NAYUTAWAVE RECORDSからアルバムに先駆けて2013年6月12日に配信された。

## 曲の詳細
1. Cooking彼氏 [3:47]
  - 作詞・作曲 : GReeeeN